# 695 (szám)
A 695 (római számmal: DCXCV) egy természetes szám, félprím, az 5 és a 139 szorzata.

## A szám a matematikában
A tízes számrendszerbeli 695-ös a kettes számrendszerben 1010110111, a nyolcas számrendszerben 1267, a tizenhatos számrendszerben 2B7 alakban írható fel.
A 695 páratlan szám, összetett szám, azon belül félprím, kanonikus alakban az 51 · 1391 szorzattal, normálalakban a 6,95 · 102 szorzattal írható fel. Négy osztója van a természetes számok halmazán, ezek növekvő sorrendben: 1, 5, 139 és 695.
A 695 négyzete 483 025, köbe 335 702 375, négyzetgyöke 26,36285, köbgyöke 8,85785, reciproka 0,0014388. A 695 egység sugarú kör kerülete 4366,81379 egység, területe 1 517 467,792 területegység; a 695 egység sugarú gömb térfogata 1 406 186 820,1 térfogategység.